# Peltula africana
Peltula africana är en lavart som först beskrevs av Jatta, och fick sitt nu gällande namn av Swinscow & Krog. Peltula africana ingår i släktet Peltula och familjen Peltulaceae.   Inga underarter finns listade i Catalogue of Life.